# クリスティーヌ・アルバネル

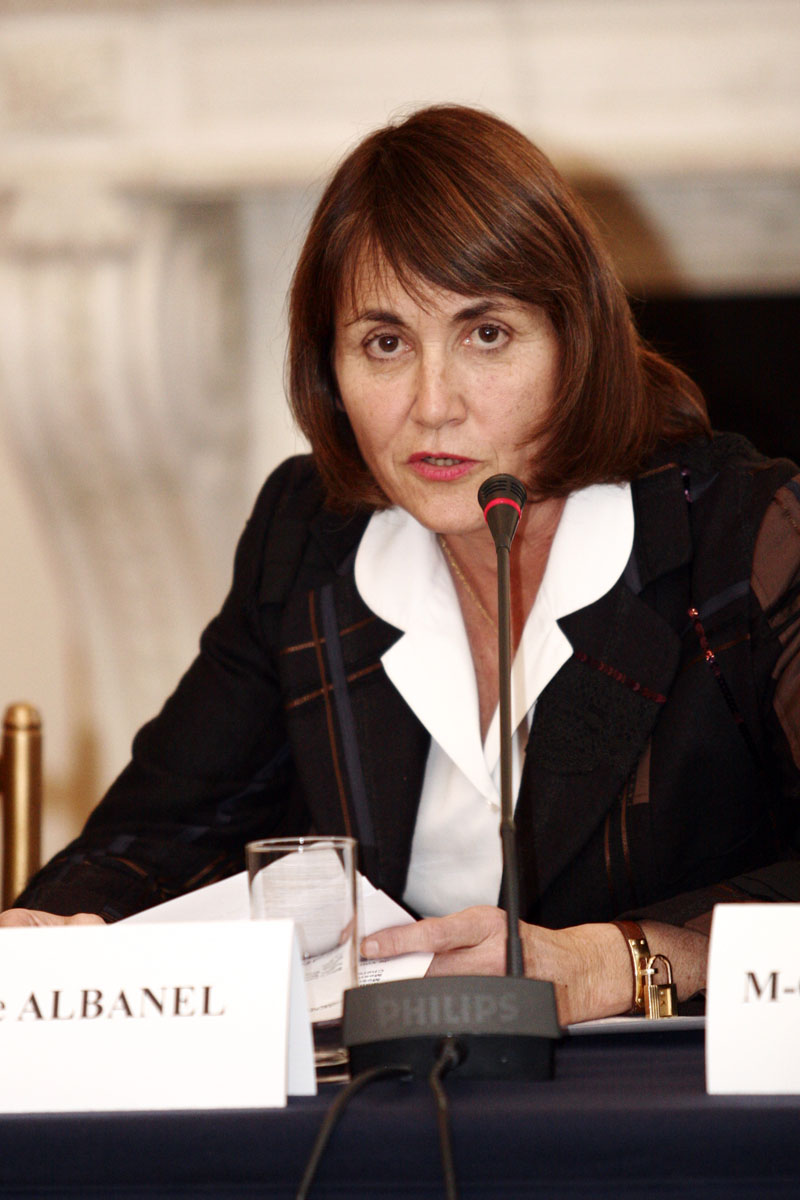
クリスティーヌ・アルバネル

クリスティーヌ・アルバネル（Christine Albanel, 1955年6月24日 - ）は、フランスの官僚、政治家。オート＝ガロンヌ県トゥールーズ出身。
古文書、書誌学のアグレガシオンを取得後、1982年ジャック・シラク市長時代にパリ市の公務員となる。1986年シラクが首相に、1995年大統領にそれぞれ就任した際は、アルバネルもシラクについて補佐をした。2000年コンセイユ・デタ（国務院）で教育・文化政策を担当する。2003年ヴェルサイユ宮殿管理責任者兼博物館長に就任する。
2007年フランソワ・フィヨン内閣の文化・コミュニケーション相として入閣、政府スポークスマンも兼ねた。